# Houdetot
Houdetot település Franciaországban, Seine-Maritime megyében. Lakosainak száma 194 fő (2022. január 1.). Houdetot Angiens, Bourville, Ermenouville, Fontaine-le-Dun, Héberville és Saint-Pierre-le-Viger községekkel határos.

## Népesség
A település népességének változása:
| Lakosok száma | 165  | 172  | 176  | 180  | 184  | 187  | 189  | 187  | 194  |
|               | 2013 | 2015 | 2016 | 2017 | 2018 | 2019 | 2020 | 2021 | 2022 |